# Forst (Baden)
Forst település Németországban, azon belül Baden-Württembergben. Lakosainak száma 8159 fő (2023. december 31.).

## Népesség
A település népessége az elmúlt években az alábbi módon változott:
| Lakosok száma | 4238 | 4582 | 5399 | 5840 | 6226 | 6848 | 7307 | 7549 | 7830 | 8159 |
|               | 1961 | 1967 | 1974 | 1980 | 1987 | 1993 | 2000 | 2006 | 2013 | 2023 |